# Pachrophylla aorops
Pachrophylla aorops är en fjärilsart som beskrevs av Louis Beethoven Prout 1926. Pachrophylla aorops ingår i släktet Pachrophylla och familjen mätare. Inga underarter finns listade i Catalogue of Life.